# 武邦保
武邦保(たけ くにやす、1933年12月5日 - 2002年7月23日）は、日本の宗教学者。元同志社女子大学教授。

## 人物
群馬県出身。四国学院大学を経て、同志社女子大学に1969年に着任。
2002年7月23日、肝不全のため死去。

## 著書
- イエスの花庵 三学出版有限会社印刷部　2004.4
- 宗教学の現在 武邦保, 宮庄哲夫, 高田信良共著 三和書房　1998.5
- 明治国家以後の宗教異変 : 今,求められているもの  同志社編 同志社　1997.10
- これからのキリスト教と社会主義 : 1992年度 SCM研修会 SCM研究会　1993
- 「神の国」の社会学 : 原典から歴史的展開へ 法政出版　1991.11
- 聖書の人間観と現代 船本弘毅, 細川道弘, 武邦保共著 三和書房　1982.1
- 民衆宗教の時代 : キリスト教神学の今日的展開 ハーヴィー・コックス著 ; 野村耕三, 武邦保訳 新教出版社　1978.10
- 聖書と現代世界 三和書房 1977.4
- 聖書と現代世界 三和書房 1974